# ネットゥーノ条約
ネットゥーノ条約（英: The Treaty of Nettuno）、1925年7月20日にイタリア王国とユーゴスラビア王国との間で結ばれた条約。
この条約は、イタリア人がユーゴスラビアのダルマチア沿岸地域に自由に移住できるようにするもので、クロアチア農民党の議員が、条約をベニート・ムッソリーニによる植民地化
などと呼び激怒したために、ユーゴスラビア議会が批准するまで3年かかった。
スチェパン・ラディッチが暗殺された後に、アントン・コロシェツによる新しい連立政権が1928年8月13日の単一投票によって条約を批准することに成功したが、イタリア人を宥めるには遅すぎた動きが、クロアチア人を一層激怒させた。